# Itajaí (Bahia)
Itajaí é um distrito situado no município de Nova Canaã. O distrito Itajaí foi criado oficialmente em 1943 e o Municipio Nova Canaã em 1963. A população estimada de Itajaí em 2018 é de 4.021 habitantes.[carece de fontes?]

## Geografia
Fica a 1.606 km de São Paulo SP, 517 de Salvador BA, 21 km de Nova Canaã BA, 39 km de Icaraí-Nova Canaã BA, 66 km de Poções BA, a 7 km de Riacho Esquerdo-Itajaí BA, 8 km de Itatí-Itororó BA, 162 de Vitória da Conquista BA, 110 km de Catiba BA, 29 km de Iguaí BA, 31 de Itororó BA. 210 Km de Anagé BA.[carece de fontes?]
Rodovia: BA-645, liga a BA-262 à BR-415.[carece de fontes?]